# Luigi's Mansion 3
Luigi's Mansion 3 (ルイージマンション3, Ruīji Manshon Surī) é um jogo eletrônico de ação-aventura desenvolvido pela Next Level Games e publicado pela Nintendo para o Nintendo Switch. É o terceiro título da série Luigi's Mansion e sequência de Luigi's Mansion: Dark Moon, sendo lançado em 31 de outubro de 2019. O jogador assume o controle de Luigi que deve explorar um hotel assombrado, incorporando temáticas diferentes em cada andar, e resgatar seus amigos dos fantasmas que o habitam. O jogo obteve uma recepção positiva da crítica e foi indicado a vários prêmios, vencendo na categoria de "Melhor Jogo para Família" no The Game Awards 2019. Até 31 de dezembro de 2019, o jogo havia vendido mais de 5,3 milhões de cópias em todo o mundo.

## Desenvolvimento
Luigi's Mansion 3 foi desenvolvido pela Next Level Games, que anteriormente desenvolveu Luigi's Mansion: Dark Moon, e foi publicado pela Nintendo. O jogo foi originalmente planejado como um título do Wii U, com protótipos iniciais introduzindo o "Lançar" e o "Explosão" como novas habilidades; no entanto, o desenvolvimento no sistema do Nintendo Switch foi iniciado após a conclusão de Metroid Prime: Federation Force, da Next Level Games. A mudança de cenário de uma mansão para um hotel foi feita para que os jogadores pudessem ter uma "exploração tridimensional" com Kensuke Tanabe explicando que "queriam que os jogadores pudessem visualizar como o hotel foi criado". Apesar do novo cenário, a equipe fez deliberadamente a escolha de alguns ambientes para "torná-lo o mais inesperado e até o mais indesejável possível". A equipe observou que, desde que conectassem os cenários por meio de uma ambientação tradicional de hotel, elas poderiam se dar bem com os seus diversos aspectos. Alguns recursos que estavam anteriormente presentes ou planejados para a recriação do Luigi's Mansion original para Nintendo 3DS foram expandidos para o terceiro título, como o mesmo jogo cooperativo local na tela e as novas habilidades acima mencionadas.
Luigi's Mansion 3 foi anunciado durante uma apresentação na Nintendo Direct em 13 de setembro de 2018, com o título listado como provisório e planejado para lançamento em 2019. Antes do anúncio formal do jogo, a nova gambiarra de Luigi, o Aspirespectro G-00, foi exibido pela primeira vez em Super Smash Bros. Ultimate na Nintendo Direct de agosto de 2018 como parte do trailer que anuncia o conteúdo de Castlevania para o jogo. O Aspirespectro G-00 também foi incorporado ao conjunto de jogadas de Luigi, agora sendo capazes de agarrar oponentes à distância e puxá-lo.
Luigi's Mansion 3 fez parte do showcase da Nintendo na E3 2019, com um novo trailer destacando a premissa, a mecânica e os modos de jogo, incluindo o multijogador on-line. Também foi disponibilizada uma demo para jogar no salão do evento. Nate Bihldorff, da Nintendo of America, afirmou que a campanha principal do jogo seria mais longa que a de Dark Moon. Ele também afirmou que o título final foi alterado para simplesmente o número "3", em vez de um subtítulo, porque o intervalo de tempo entre o segundo e a terceiro título era muito mais curto a ponto de chamar a série de franquia estabelecida, em oposição à diferença de 12 anos entre o primeiro e a segundo título. Um novo trailer exibido durante a Nintendo Direct de 4 de setembro de 2019 mostrou algumas áreas do cenário do hotel e estreou o ScreamPark, um novo modo de jogo orientado a grupos para até oito jogadores em um único console. Luigi's Mansion 3 foi lançado em 31 de outubro de 2019.

## Recepção
Luigi's Mansion 3 recebeu "críticas geralmente favoráveis" de acordo com o agregador de resenhas Metacritic. Chelsea Stark, da Polygon, elogiou o uso de Gooigui, bem como a variedade de fases ao longo do jogo, dizendo que "esta é a melhor aventura de nosso herói até agora". Ryan McCaffrey, da IGN, também elogiou o level design e as suas variedades, dizendo que "Luigi's Mansion 3 é tão divertido, encantador e com design inteligente que espero que consigamos mais de três deles a cada 20 anos".

### Vendas
Até 31 de dezembro de 2019, Luigi's Mansion 3 havia vendindo 5,37 milhões de cópias em todo o mundo, tornando-se um dos jogos mais vendidos para Nintendo Switch de todos os tempos.